# 陳瓉 (嘉靖丙辰進士)
陳瓉（？—？），字廷祼，直隸蘇州府常熟縣人，民籍，明朝政治人物。

## 生平
應天府鄉試第二十一名舉人。嘉靖三十五年（1556年）中式丙辰科三甲第一百七十五名進士。

## 家族
曾祖陳立；祖父陳復，通判贈刑部郎中；父陳策，母呂氏。